# Thinophilus punctiger
Thinophilus punctiger är en tvåvingeart som först beskrevs av Philippi 1865.  Thinophilus punctiger ingår i släktet Thinophilus och familjen styltflugor. Inga underarter finns listade i Catalogue of Life.